# 克朗代勒
克朗代勒（法語：Crandelles，法語發音：[kʁɑ̃dɛl]）是法国康塔尔省的一个市镇，位于该省西部，属于欧里亚克区。

## 地理
克朗代勒（44°57'31"N, 2°20'58"E）面积12.46 平方千米，位于法国奥弗涅-罗讷-阿尔卑斯大区康塔爾省，该省份为法国中南部省份，位于法國中央高原中心，北起科雷兹省、上盧瓦爾省和多姆山省，西接洛特省和科雷兹省，南至阿韦龙省和洛特省，东临上盧瓦爾省和洛泽尔省。
与克朗代勒接壤的市镇（或旧市镇、城区）包括：瑞萨克、诺塞勒、雷亚克、圣保罗德朗德、泰西耶尔德科尔内、伊特拉克。
克朗代勒的时区为UTC+01:00、UTC+02:00（夏令时）。

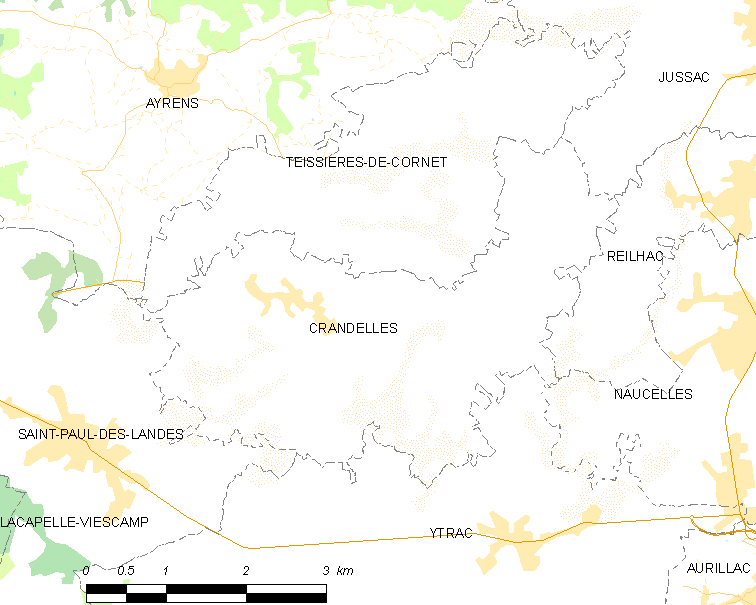
克朗代勒的OSM定位图

## 行政
克朗代勒的邮政编码为15250，INSEE市镇编码为15056。

## 政治
克朗代勒所属的省级选区为诺塞勒县。

## 交通
康塔尔省省道D52线、D59线、D64线和D159线等在境内交汇。欧里亚克郊区公交B线经过克朗代勒境内。

## 人口

1962-2008年间克朗代勒人口变化图示

克朗代勒于2022年1月1日时的人口数量为870人。